# アドルフ・ビアラン
アドルフ・ビアラン（フランス語: Adolphe Biarent, 1871年10月16日 フラネ＝レ＝ゴスリー – 1916年2月4日）はベルギーの作曲家・チェロ奏者・音楽教師。

## 経歴
1871年、フラネ＝レ＝ゴスリー(Frasnes-lez-Gosselies)生まれ。ブリュッセル王立音楽院とゲント王立音楽院で学んだ。1901年にベルギー・ローマ大賞を受賞し、その報奨金でお気に入りの巨匠であったベートーヴェンやワーグナーの足跡をたどってイタリア、オーストリア、ドイツを遊学。ベルギーに帰国後は、シャルルロワの音楽水準の向上に全身全霊を傾けた。

## 作曲作品とその特徴
作曲家としては今日ほとんど無名であるが、セザール・フランクやヴァンサン・ダンディの堅固な構成とエマニュエル・シャブリエの明晰で華麗な管弦楽法 のほか、ワーグナーの情熱的・悲劇的な表現と創意に富んだ半音階的和声法に影響を受けており、同時代の重厚なドイツ・オーストリアの音楽に接近している。
現在では、管弦楽曲といくつかの室内楽曲が再評価されている。

### 管弦楽曲
- 序曲《フィンガル》  Fingal, ouverture 1894年
- 夕べの印象  Impressions du soir 1897年
- Trenmor, poème symphonique 1905年
- 交響曲ニ短調  Symphonie en ré mineur 1908年
- ヴァイオリンと管弦楽のためのソネット《神の目覚め》（ホセ＝マリア・デ・エレディアによる）  Sonnet pour violon et orchestre : Le Réveil d'un Dieu (d'après José-Maria de Heredia) 1909年
- チェロと管弦楽のためのソネット（ホセ＝マリア・デ・エレディアによる）  Sonnet pour violoncelle et orchestre : Floridum Mare, d'après José-Maria de Heredia 1910年
- 愛と死の伝説  La Légende de l'amour et de la mort 1910年
- 凱旋行進曲  Marche triomphale 1910年
- 声楽と管弦楽のための3つの歌曲  Trois mélodies pour chant et orchestre 1911年 :
  1. サンブルに沿って Au long de la Sambre
  2. ささやかな土地 Coin de terre
  3. 森の祭り La Fête au bois
- 英雄的詩曲（シャルル＝マリ＝ルネ・ルコント・ド・リールの「ジャマール」による）  Poème héroïque, d'après Hjalmar de Leconte de Lisle  1911年
- 交響組曲《中近東の物語》  Contes d'Orient, suite symphonique 1911年
- ピアノと管弦楽のための《ワロン狂詩曲》  Rhapsodie wallonne, pour piano et orchestre 1911年

### 室内楽曲
- ピアノ五重奏曲ニ短調  Quintette, en ré mineur, pour piano et cordes 1912年
- チェロ・ソナタ嬰ヘ短調  Sonate, pour violoncelle et piano 1914年

### ピアノ曲
- ソネット Sonnet, pour piano 1904年
- セレナード Sérénade, pour piano 1904年
- 3つの小品《スケッチ》 Esquisses, trois pièces pour piano
- 夜想曲 Nocturne, pour piano 1905年
- 《アルバムの一葉》と《夜想曲》 Feuille d'Album et Nocturne pour piano 1905年
- 12の前奏曲《中世》 Douze préludes Moyen-Age, pour piano 1913年

### 声楽曲
- Œdipe à Colone, cantate pour soli, chœurs et orchestre 1901年
- 声楽、ハルモニウム、ピアノ、ハープ、ホルンのための《ノクチュルヌ》 Nocturne, pour chant, harmonium, piano, harpe et cor 1905年
- メゾソプラノとピアノのための《8つの歌曲》 Huit mélodies, pour mezzo-soprano et piano

## 参考資料
1. ↑  Classics Today